# Словенсько (Свідвинський повіт)
Словенсько (пол. Słowieńsko) — село в Польщі, у гміні Славобоже Свідвинського повіту Західнопоморського воєводства.